# Syndrome d'arrêt des antidépresseurs
Le syndrome d'arrêt des antidépresseurs,, ou syndrome de discontinuation associé aux antidépresseurs, désigne l'ensemble des symptômes qui peuvent apparaître à la suite de l'arrêt (brutal ou progressif) ou d'une réduction marquée d'un traitement antidépresseur qui a été pris pendant au moins quatre semaines. Les symptômes du syndrome d'arrêt des antidépresseurs dépendent des propriétés pharmacologiques des molécules.
La terminologie « sevrage, syndrome de sevrage », autrefois utilisée par les chercheurs pour les antidépresseurs, est désormais remplacée par les termes « syndrome de discontinuation associé aux antidépresseurs », « symptômes de discontinuation », « syndrome d'arrêt des antidépresseurs ».
Une étude de 2020 indique que le terme de syndrome d'arrêt des antidépresseurs reste injustifié ; et que reconnaitre que les antidépresseurs peuvent induire une dépendance et un sevrage aiderait les consommateurs à prendre des décisions sur ce type de traitement.

## Diagnostic

### Symptômes
Les symptômes entrant dans le cadre du syndrome d'arrêt des antidépresseurs peuvent être considérés comme une réponse physiologique normale à l'arrêt du traitement. Les symptômes sont variables ; il n'y a pas de signe spécifique au syndrome d'arrêt des antidépresseurs qui permettrait d'établir un diagnostic certain. Ils peuvent durer de plusieurs jours à plusieurs mois, voire des années en cas de syndrome prolongé.
En 2019, il y a peu d'études sur l'utilisation d'antidépresseur sur le long terme et ses effets. Néanmoins, plusieurs études ont mis en évidence un remodelage de l'ADN par épigénétique, ce qui pourrait expliquer la persistance de symptômes chez certaines personnes longtemps après l'arrêt du traitement, voire une persistance indéfinie des symptômes.
Les ISRS peuvent entrainer des dommages irréversibles.
Ainsi, la dysfonction sexuelle liée aux médicaments ISRS pourrait être due à des changements épigénétiques et persister indéfiniment chez certains individus.
Des perturbations sensorielles, émotionnelles, somatiques ont été rapportées telles que : des brain zaps (sensation de choc électrique dans le cerveau), des acouphènes, une hypersensibilité aux sons, une hypersensibilité à la lumière, des flashes de lumière, des nausées, de l'insomnie, des symptômes similaires au trouble anxieux (attaque de panique, anxiété non spécifiée, anxiété persistante), des symptômes similaires au trouble dépressif.
Des brain zaps sont rapportés dans la littérature scientifique à la suite de l'arrêt d'ISRS,, ou d'IRSNa,.
Il est possible de distinguer le « syndrome de discontinuation associé aux antidépresseurs » : si lors de la diminution du traitement des symptômes apparaissent ; et si un rétablissement du traitement, une augmentation de la dose, ou une substitution par un traitement avec le même mécanisme d'action, enlève rapidement les symptômes apparus ; alors on pourra penser que les symptômes sont dus au traitement et constituent un syndrome d'arrêt des antidépresseurs.
Les personnes souffrant de symptômes de sevrage aux antidépresseurs ont été traitées par antidépresseurs de manière continue durant une période prolongée et ont diminué ou arrêté le médicament récemment. Le tableau ci-dessous propose une typologie des symptômes de sevrage après réduction ou arrêt des SSRI ou SNRI.
Des symptômes incluant l'akathisie tardive et la dysfonction sexuelle post ISRS (PSSD), peuvent persister des mois ou des années, mais peuvent spontanément disparaître[réf. nécessaire].
Les troubles intestinaux peuvent être expliqués par le fait que 95 % de la sérotonine (du corps) est produite dans l'intestin,. 
| Symptômes généraux          | Symptômes pseudo-grippaux, transpiration, frissons, bouffées de chaleur, fatigue, faiblesse, somnolence |
| Symptômes visuels           | Vision altérée, vision floue |
| Symptômes cardiovasculaires | Vertiges, tête vide, palpitations, difficulté à respirer |
| Symptômes digestifs         | Diarrhée, encoprésie, douleurs abdominales, nausées, vomissements, manque d'appétit |
| Symptômes sensoriels        | Picotements, sensation de choc électrique choc dans le cerveau, démangeaisons, altération du goût, acouphènes                                                                                                  |
| Symptômes neuromusculaires  | Choc, agitation, rigidité musculaire, douleurs musculaires, tremblements, névralgies, spasmes musculaires, sensations de morsures du visage, difficulté à coordonner les mouvements                            |
| Symptômes cognitifs         | Confusion, amnésie, désorientation, trouble de la concentration |
| Symptômes affectifs         | Anxiété, agitation, tension, panique, dépression, intensification de l'idéation suicidaire, irritabilité, impulsivité, agressivité, colère, larmes, sautes d'humeur rapides, déréalisation, dépersonnalisation |
| Symptômes psychotiques      | Hallucinations visuelles ou auditives |
| Troubles du sommeil         | Insomnie, rêve éveillé, cauchemars, hypersomnie |
| Symptômes sexuels           | Éjaculation précoce, hypersensibilité génitale, impuissance |

### Causes et facteurs de risque
Les antidépresseurs tels que les inhibiteurs sélectifs de la recapture de la sérotonine (ISRS), les inhibiteurs de la recapture de la sérotonine-noradrénaline (IRSNa),,, les antidépresseurs tricycliques, les inhibiteurs de monoamine oxydase, certains antidépresseurs tétracycliques, et certains antidépresseurs noradrénergique et sérotoninergique spécifique (NaSSA),,, peuvent entraîner un syndrome d'arrêt des antidépresseurs.
Les facteurs tels la demi-vie de l'antidépresseur, la quantité prise régulièrement, la rapidité de diminution du traitement, le taux de métabolisme de l'individu, influencent la sévérité et la fréquence du syndrome d'arrêt des antidépresseurs.
Les nouveau-nés de mères sous antidépresseurs peuvent éprouver un syndrome d'arrêt des antidépresseurs,,.
Le syndrome d'arrêt des antidépresseurs a été rapporté lors du passage d'un antidépresseur à un autre antidépresseur. Aussi lors de ce relais, le syndrome de sevrage des antidépresseurs peut être interprété à tort comme un effet secondaire intolérable du nouvel antidépresseur.

## Évaluation
Jusqu'à présent, un seul outil évaluant les symptômes de sevrage des antidépresseurs a été développé. Il s'appelle « Discontinuation-Emergent Signs and Symptoms » (DESS). Cet outil n'est pas diagnostique et, pour le moment, seule la version anglaise existe.

### Diagnostic différentiel
La non-reconnaissance du syndrome d'arrêt des antidépresseurs peut aboutir à des erreurs de diagnostic à la fois médical et psychiatrique et exposer le patient à des examens diagnostiques inutiles voire à des interventions médicales potentiellement risquées.
La revue Prescrire publie en 2008 un extrait du livre Medicines out of Control? Antidepressants and the Conspiracy of Goodwill de Charles Medawar et Anita Hardon. L'extrait choisi évoque la dépendance aux antidépresseurs et l'absence de reconnaissance de cette dépendance par le milieu médical. Ce livre a également reçu un des prix Prescrire.
Si les symptômes étaient présents avant l'arrêt (ou la réduction) du traitement, ou si les symptômes peuvent relever d'un autre trouble, ou si le traitement a entrainé une hypomanie ou une euphorie avant l'arrêt ou la réduction, il ne s'agit pas du syndrome d'arrêt des antidépresseurs.
Un traitement antidépresseur étant souvent prescrit pour une dépression, il y a un risque de confusion entre le syndrome d'arrêt des antidépresseurs et le retour des symptômes du trouble initial. Les médecins prennent souvent les symptômes de sevrage pour un retour du trouble,, les effets de retrait des drogues imitant les symptômes des troubles psychiatriques.
Le syndrome d'arrêt des antidépresseurs ne doit pas être confondu avec l'effet rebond.
Le syndrome prolongé de sevrage concernant les antidépresseurs est l'expérience des symptômes de discontinuation longtemps après l'arrêt du traitement (plusieurs mois, voire années). La paroxétine et la venlafaxine semblent être particulièrement difficiles à arrêter et un syndrome prolongé de sevrage durant plus de 18 mois a été rapporté avec la paroxétine,,.

## Classification
En 2013, le terme Antidepressant discontinuation syndrome apparaît dans le DSM-5,. Le DSM-5 en version française sorti en 2015 décrit le syndrome sous l'appellation « syndrome d'arrêt des antidépresseurs ».
Il est important de savoir que le terme « sevrage » réfère uniquement à des symptômes ; alors que le terme « dépendance » réfère à un comportement (drug seeking behavior) . Chacun de ces deux termes possède sa propre classification en ce qu'ils sont distincts l'un de l'autre dans la CIM-10 et le DSM-IV. Les recommandations répétées par les groupes pharmaceutiques,,,, visent à promouvoir un nouveau terme non lié à la terminologie du sevrage et de la dépendance, afin d'informer des risques concernant l'arrêt du traitement sans le désavantage des termes « sevrage » et « dépendance » celui-ci risquant d'encourager les patients à arrêter leur traitement. En 2003, le CSM admet que diffuser l'information sur les antidépresseurs concernant les réactions de sevrage et la dépendance de manière à informer les patients sur les risques sans les dissuader de prendre leurs médicaments est difficile,. En effet, la dépendance est connotée négativement. En 1997, Smithkline Beecham (devenu GSK) fait part de son inquiétude concernant une publicité sur le syndrome d'arrêt de peur de l'amalgame entre les symptômes de discontinuation et la dépendance ou l'addiction.
Le DSM-5 indique que le syndrome d'arrêt des antidépresseurs n'est pas classé comme un « trouble lié à une substance » car il n'entraîne pas d'effet de renforcement, ni de « comportement de recherche de la substance ». Il est classé dans Medication-induced movement disorders and other adverse effects of medication. Le syndrome d'arrêt des antidépresseurs est iatrogène.
La CIM-10 indique que les antidépresseurs n'entrainent ni dépendance, ni sevrage. Bien que le terme « syndrome de discontinuation associé aux antidépresseurs » n'apparaisse pas dans la CIM-10 version 2014, le DSM-5 indique que le classement CIM-10 de ce syndrome est le code T43.205 Adverse effect of unspecified antidepressant (T43.205 A Initial encounter, T43.205 D Subsequent encounter, T43.205 S Sequelae).
Même si des termes spécifiques ont été attribués pour désigner les symptômes apparaissant lors de l'arrêt d'un traitement ISRS, le potentiel de dépendance des ISRS est encore aujourd'hui sujet de débat. En 2013, une étude pointe le fait que les régulateurs de médicament se sont principalement fondés sur les définitions de la dépendance et des réactions de sevrage des manuels de diagnostic psychiatrique, qui ont contribué à l'idée que les ISRS ne causent pas de dépendance, alors même qu'il est difficile pour beaucoup de patients d'arrêter leur traitement. Les agences du médicament auraient minimisé la dépendance aux benzodiazépines et les réactions de sevrage des ISRS concernant leur fréquence et leur sévérité en se reposant sur la déclaration des effets secondaires faite par les patients, conduisant à une sous-estimation du problème et une information retardée. L'étude portait sur les agences du médicament aux États-Unis, au Royaume-Uni, au Danemark et en Europe et conclut que les organismes de réglementation devraient demander des études auprès des fabricants ; cela aurait élucidé le potentiel de dépendance des ISRS.
En 2015, Chouinard & Chouinard ont publié les critères diagnostiques des syndromes de sevrage en SSRI ou SNRI et identifiés 3 diagnostics : nouveaux symptômes de sevrage, symptômes de rebond, troubles persistants postérieurs au sevrage.

## Prévention
Dans la plupart des cas, ces symptômes peuvent être jugulés en diminuant progressivement la posologie à l'arrêt du traitement.
Les recommandations en 2019 de diminution de dosage sur 2 ou 4 semaines offrent peu de bénéfice comparé à un arrêt brutal.
Les antidépresseurs devraient être réduits progressivement et de manière hyperbolique.
Lors de l'arrêt d'un antidépresseur, remplacer un traitement antidépresseur avec une demi-vie courte par un antidépresseur avec une demi-vie plus longue (ex. : fluoxétine) peut diminuer la sévérité et la probabilité de souffrir de symptômes de sevrage,. Exemple d'antidépresseur à demi-vie courte : la paroxétine avec une demi-vie moyenne de 20 heures. Exemple d'antidépresseur à demi-vie longue : la fluoxétine avec une demi-vie moyenne de 4 à 6 jours.
Smithkline Beecham (devenu GSK) indique que la longue demi-vie de la fluoxétine (4-6 jours) et de ses métabolites actifs norfluoxétine (4-16 jours) signifie que le médicament actif reste dans le corps jusqu'à 3 mois (5 fois la demi-vie).
La « méthode des 10 % » est une méthode de réduction progressive d'un traitement psychotrope conseillée notamment par Heather Ashton, Peter Breggin, The Icarus Project, Freedom Center, le Centre belge d'information pharmacothérapeutique, et la Clinical Knowledge Summaries (CKS)(le CKS est une base de données de recommandations cliniques, c'est un service du National Institute for Health and Care Excellence (NICE), lui-même supervisé par le Département de la Santé du Royaume-Uni), afin de diminuer les symptômes survenant à l'arrêt ou lors de la baisse d'un traitement psychotrope. Cette méthode consiste à réduire la dose « en cours » de 10 % toutes les 1, 2 ou 3 semaines. The Icarus Project conseille une baisse toutes les 2 ou 3 semaines tandis que Peter Breggin conseille un palier de 7 à 10 jours (si la durée du traitement a été inférieure à un an de prise). Le CSK conseille une baisse de 5 à 10 % toutes les 1 à 2 semaines ; ou 12 % de la dose toutes les 2 semaines. Le CSK recommande également le manuel d'Ashton pour plus d'informations sur le sevrage et le protocole,. La dose « en cours » n'est pas la dose initiale, mais correspond à la dose restante après chaque diminution. The Icarus Project et Heather Ashton conseillent également lorsqu'il s'agit d'une molécule benzodiazépine ou antidépresseur à demi-vie courte, la substitution par une demi-vie plus longue pour diminuer la sévérité et la fréquence des symptômes de sevrage ou de discontinuation.
Souvent, les médicaments ne sont pas vendus en doses assez petites pour permettre une diminution progressive, aussi les patients doivent utiliser des « méthodes maison » telles que :
- le broyage des comprimés ;
- la dissolution dans l'eau ;
- l'ouverture suivi du comptage des billes d'une gélule.

Quelques organisation ou sociétés vendent des kits afin de réduire progressivement un traitement antidépresseur,.
Des thérapie cognitive-comportementale spécifiques ont été envisagées.

## Prise en charge
Si les symptômes de discontinuation demeurent intenses, il faut revenir à la dose précédant la dernière diminution. Quand les symptômes se seront stabilisés, le patient pourra recommencer à réduire la dose mais plus lentement.
En Angleterre, la British Medical Association a mis un service téléphonique en place pour aider les patients ayant des difficultés avec la dépendance et le retrait des médicaments,. Le service a un focus particulier pour les benzodiazépines, les médicaments Z (zolpidem, zopiclone, zaleplon), les opioïdes et les antidépresseurs.
En 2018, les entreprises fournissent très peu de conseils pour mettre fin à une prescription en toute sécurité. Les fabricants de médicaments étaient peu enclins à entreprendre des études coûteuses sur les meilleurs moyens d'arrêter leurs produits, et le financement gouvernemental n'a pas permis de combler le déficit de recherche.
Le syndrome étant peu reconnu et mal pris en charge, de nombreuses personnes se tournent sur des sites internet de soutien par des pairs, comme le site SurvivingAntidepressants.org.

## Épidémiologie
La prévalence du syndrome d'arrêt des antidépresseurs est inconnue.
Selon les résultats de quelques études, la prévalence se situerait entre 35 % et 78 % après l'arrêt brusque de traitements antidépresseurs. Une étude de 2020 indique que 30 à 60 % des patients sont touchés par le syndrome de discontinuation des antidépresseurs.
En 2002, l'entreprise pharmaceutique GlaxoSmithKline, qui commercialise la paroxétine, a, dans le résumé des caractéristiques de la paroxétine, changé le taux de risque de syndrome de sevrage, le faisant passer de 0,2 % à 25 %, le risque passant de 1 sur 500 à 1 sur 4.
L'OMS indique que trois ISRS (fluoxétine, sertraline, paroxétine) figurent parmi les 30 médicaments en tête de la liste de ceux pour lesquels on a rapporté une pharmacodépendance dans la base de données du Centre de Surveillance d’Uppsala (Suède) de juin 2002. En janvier 2001, les données de l'OMS indiquent la paroxétine et la venlafaxine en tête de liste et correspondent aux données recueillies au Royaume-Uni avec le Yellow Card Scheme (en)en ce que la paroxétine et la venlafaxine ont le plus grand nombre de rapport de réaction de sevrage,.
En 1997, Smithkline Beecham (devenu GSK) annonce que le syndrome d'arrêt n'est pas un phénomène nouveau et est connu depuis les années 1950, et que l'incidence de ce syndrome est entre 21 % et 55 % pour les antidépresseurs tricycliques, mais que, concernant les ISRS, le syndrome semble être moins fréquent. Smithkline Beecham (devenu GSK) annonce en 1997 que le syndrome d'arrêt peut se produire plusieurs semaines après l'arrêt du traitement et que le syndrome d'arrêt peut persister jusqu'à 2 mois après l'arrêt d'un traitement antidépresseur. Dès 1997, Smithkline Beecham (devenu GSK) et Lilly sont d'accord pour dire qu'à cause du délai de survenue (entre l'arrêt de l'antidépresseur et la survenue des symptômes de discontinuation), les symptômes de discontinuation peuvent fréquemment ne pas être reconnus comme étant liés au traitement et peuvent être diagnostiqués par erreur comme un retour de la dépression, ce qui peut entrainer un échec concernant le signalement de ces symptômes.
Le syndrome d'arrêt est souvent mis de côté (non reconnu) en faveur de l'hypothèse d'une ré-émergence de la dépression.
Mais le syndrome d'arrêt est également présents chez les nouveau-nés dont les mères étaient sur ISRS pendant la grossesse, ce qui occulte la possibilité d'une ré-émergence de la dépression chez ceux-ci.
30 % des bébés dont la mère prenait des antidépresseurs de type ISRS pendant la grossesse expérimenteront un syndrome d'abstinence néonatale.

## Historique

### Reconnaissance
La première fois que des symptômes de discontinuation des antidépresseurs ont été rapportées, ils concernaient l'imipramine, premier-né de la famille des antidépresseurs tricycliques (ATC) en 1959; et chaque nouvelle catégorie d'antidépresseur a rapporté des symptômes de sevrage similaire à ceux rapportés la première fois, y compris les inhibiteurs de monoamine oxydase (IMAO), les ISRS et les IRSNa. En 2001, au moins 21 antidépresseurs différents, couvrant toutes les principales catégories, étaient connus pour provoquer des syndromes de sevrage. Le problème a été peu étudié, et la plupart des rapports sur le sujet concernaient de petites études cliniques. L'incidence de ces symptômes est difficile à déterminer, et est controversé.
Les scientifiques étaient divisés quant à l'utilisation ou non du terme « dépendance » et du terme « sevrage » concernant les antidépresseurs.

### Classification
L'OMS indique que le terme « syndrome d'arrêt » (discontinuation syndrome) est devenu majoritaire par rapport à « syndrome de sevrage » (withdrawal syndrome) à partir de 1997, après un symposium sur le syndrome d’arrêt des antidépresseurs tenu en 1996, en Arizona aux États-Unis,. Un rapport britannique daté de 1996 ayant statué qu'il n'y a pas d'évidence de dépendance physique concernant les ISRS, un grand groupe pharmaceutique, qui a sponsorisé le symposium en 1996, propose en 1998 au Committee on Safety of Medicines (en)(CSM) d'utiliser le terme discontinuation reactions, étant donné que le terme « sevrage » (withdrawal) fait référence à une addiction,,,,.
Le CSM, après avoir statué qu'il n'y a pas de preuve que les antidépresseurs entrainent une dépendance, mais que les réactions de sevrage semblent être un effet de classe des antidépresseurs, trouve inapproprié de changer la terminologie médicale de cette façon en 1998, et en conséquence refuse la proposition,.
En 1997, Lilly avait une campagne publicitaire annonçant que lorsque le patient est sous traitement Prozac (fluoxétine), le traitement est facile à arrêter, et entraine rarement des symptômes de discontinuation.

#### Avis du comité des médicaments
En 2000, le Comité des médicaments à usage humain (CHMP) (ex-CPMP), comité de l'EMA, indique que les études des groupes pharmaceutiques concernant les antidépresseurs n'avaient pas pour objectif d'étudier le phénomène de sevrage et donc ne couvraient pas la période post-traitement, expliquant la carence d'études sur le sevrage ou le potentiel de dépendance des antidépresseurs ; alors même que les antidépresseurs, d'abord opioïdes, amphétamines, barbituriques, benzodiazépines, amineptine, dans leur histoire ont finalement montré une dépendance.
En 2000 le CHMP (ex-CPMP) a également suggéré qu'il n'y a pas de preuve que les antidépresseurs induisent une dépendance, ce à quoi l'OMS a répondu que la non-dépendance ne peut être statuée qu'après un examen attentif des rapports reçus de l'ADR monitoring system et pas sur la base terminologique que les réactions de sevrage sont insuffisantes par elles-mêmes à impliquer une dépendance.
En 2000 le CHMP (ex-CPMP) recommande d'utiliser le terme « réactions de sevrage » (withdrawal reactions), plutôt que « réaction de discontinuation » (discontinuation reactions) proposée par certains titulaires d'une autorisation de commercialisation, précisant que les réactions de sevrage n'impliquent pas en soi une dépendance.

#### Avis de l'OMS
En 2003 l'OMS a rappelé que le « sevrage » et le « syndrome de dépendance » sont deux critères distincts, et qu'un « sevrage » peut exister sans « syndrome de dépendance » (et inversement), tout en soulignant qu'un lien existe entre le sevrage et la dépendance.
Dans un rapport de 2003, l'OMS mentionnait déjà cette confusion des termes (syndrome de sevrage, pharmacodépendance, syndrome d'arrêt) qui entoure les ISRS et posait la question de l'incidence de cette confusion sur la notification, l’interprétation et la communication des réactions indésirables aux médicaments liées à la dépendance, concluant que l’utilisation de termes généraux comme « syndrome d’arrêt du médicament » (drug discontinuation syndrome) au lieu de « sevrage » (withdrawal) gêne le codage et l’interprétation des données. Pour éviter toute association avec la dépendance, un nombre croissant de chercheurs ont utilisé un terme différent, à savoir « syndrome d’arrêt », à la place du syndrome de sevrage.
L'OMS indique également que remplacer l'expression conventionnelle « syndrome de sevrage » (withdrawal syndrome) par « syndrome d'arrêt » (discontinuation syndrome) ne fait qu'ajouter de la confusion au débat, et que la terminologie n'a pas d'influence sur le besoin répété d'un individu à prendre une substance.

#### Études
Plusieurs études déclarent que les symptômes qui apparaissent à l'arrêt d'un traitement ISRS sont similaires aux symptômes apparaissant à l'arrêt d'un traitement aux benzodiazépines,, et cela même à une dose thérapeutique. Il subsiste une différence : le patient n'a pas un « comportement de recherche de la substance » pendant un traitement antidépresseur. Et c'est cette différence qui divise les chercheurs sur le terme « dépendance ». La première étude signale que dans un contexte thérapeutique, si les utilisateurs d'ISRS augmentent rarement leur dose; la plupart des utilisateurs de benzodiazépine font de même, seulement certains augmentent leur dose et deviennent dépendants. La deuxième étude suggère de choisir le terme à utiliser suivant le contexte, plutôt que suivant les caractéristiques ou la sévérité des symptômes apparaissant à l'arrêt d'un traitement antidépresseur ou benzodiazépine. Tandis que la première étude termine sur l'aberration de ne pas classer les symptômes survenant lors de l'arrêt des ISRS comme « dépendance », alors même que ceux des benzodiazépines le sont.
Plusieurs études suggèrent d'utiliser les termes « syndrome de discontinuation associé aux antidépresseurs » ou « réactions de sevrage » pour distinguer une dépendance et le sevrage associé, des symptômes de sevrage apparaissant lors de l'arrêt d'un traitement antidépresseur ; et souligner le rapport bénéfice/risque différent par le choix du terme. Ces deux termes sont désormais utilisés dans la littérature scientifique,.

### Avertissements et procédures
En 2002 la FDA a publié un avertissement concernant la paroxétine, au regard des symptômes sévères de sevrage que l'arrêt du traitement peut provoquer chez certains patients.
En 2003 GSK doit retirer la mention publicitaire que le Seroxat n'est pas addictif.
En 2004, Santé Canada (Health Canada) a émis un avertissement pour alerter sur le risque de complications chez les nouveau-nés de mères ayant pris un antidépresseur au cours du 3e trimestre de grossesse,. Cet avertissement concernait les molécules : bupropion, citalopram, fluoxetine, fluvoxamine, mirtazapine, paroxetine, sertraline, venlafaxine.
En 2004, la FDA émet également un avertissement concernant le risque de complications chez les nouveau-nés de mères ayant pris de l'Effexor (venlafaxine) et Effexor XR au cours du 3e trimestre de grossesse, mais indique que ce risque est également présent pour les autres antidépresseurs de type IRSNa.
En 2013, un recours collectif, Jennifer L Saavedra contre Eli Lilly and Company, intenté contre Eli Lilly, affirme que l'étiquette du Cymbalta (duloxétine, IRSNa) omet d'importantes informations concernant les brain zaps (sensation de choc électrique dans le cerveau) et d'autres symptômes apparaissant à l'arrêt du traitement. Eli Lilly demande le rejet de l'action d'après la doctrine de l'intermédiaire compétent (en), puisque les docteurs qui prescrivent ce médicament ont été avertis des problèmes potentiels et qu'ils sont les intermédiaires entre Eli Lilly et les patients qui portent le jugement médical. Le tribunal a rejeté cette demande d'Eli Lilly en décembre 2013.